# Quartier des Émailleurs
Le quartier des Émailleurs est un quartier de Limoges, situé au Sud-Ouest du centre-ville autour d'un square éponyme. Il est considéré comme étant le plus huppé de la ville.
C’est Ernest Ruben, entrepreneur et mécène, fondateur de sociétés immobilières, qui fut à l’origine de la naissance du quartier sur des terres encore agricoles, à la fin du XIXe siècle. Souhaitant rappeler l’ancienne tradition de l’émail limougeaud, qu’il pratiquait lui-même, il donna des noms d’émailleurs aux rues. En 1892, il fit don à la Ville du square privé central, nommé « square des Émailleurs ». 
À la suite de la tempête de 1999, le square fut rénové et reçut un bassin réalisé en 2003 orné de 231 plaques émaillées bleues et blanches par Marie-Évelyne Savorgnan et Christian Couty.
Il fut le commanditaire du no 14 rue Pierre-Courteys. Huit ans plus tard, la rue Léonard-Limosin, bordée de belles maisons bourgeoises, devenue avenue prit son nom. 
Plusieurs rues autour du square portent des noms d'émailleurs : Pierre Courteys, Noël Laudin, Georges Magadoux, Jean Nouailher, Jean Pénicaud, Pierre Reymond.
Le quartier s'étend autour du jardin des Émailleurs, jardin public durement touché par la tempête de 1999. Ses rues sont bordées par de grosses maisons bourgeoises, hôtels particuliers chargés d'histoires.  
Le n°5 de la rue Georges-Magadoux, d'inspiration Art nouveau avec ses céramiques turquoise et construit en 1904, est l’œuvre de l’architecte Omer-Lucien Treich, né à Limoges en 1863, qui réalisa d’autres maisons dans le quartier. Au n°16 du cours Jean-Pénicaud, entourée d’arbres et de hauts murs, se trouve une vaste demeure qui utilise beaucoup le bois – peut-être l’un des pavillons de la Norvège à l’exposition de 1889, qui aurait été déménagé à Limoges transporté en train par M. Nadaud, un exploitant des carrières de kaolin de Saint-Yrieix-la-Perche qui exposait aussi. Le n°16 de la rue d’Arsonval – artère où s’illustra notamment l’architecte Jean-Baptiste Sautour – fut édifié par Émile Wottling pour le peintre Auguste Aridas, ancien élève de Gérôme, qui vint en 1881 à Limoges pour enseigner dans la division supérieure de dessin à l’École d’art décoratif devenue nationale. 
Au carrefour des rues Pierre-Courteys et Saint-Éloi, sur le côté d’une maison de 1888, dont la commanditaire fut Mme veuve Nouailher, épouse d’un descendant du célèbre émailleur limougeaud du XVIe siècle, se trouve un panneau en porcelaine à grand feu, dont la réalisation est attribuée à la maison Pouyat, orné d’un vase bleu et d’entrelacs végétaux.